# Croxley Rail Link
Croxley Rail Link és un enllaç ferroviari proposat per a canviar una ruta de part d'una línia del metro de Londres a Hertfordshire (Regne Unit). El projecte desvia la línia Metropolitan en el tram de Watford cap a unes vies actualment en desús.
El projecte firua en el mapa indicatiu 2025 dels projectes de Transport for London. Si aquest enllaç s'apliqués els serveis directes serien possible a la cruïlla de Watford Aylesbury, i també proporciona connexions a la cruïlla nord.